# Schokoladengewicht
Das Schokoladengewicht, in der alten Schreibweise und Terminologie Chocolategewicht, war eine Wiener Masseneinheit, die nur für die Ware Schokolade galt. In Wien war das Gewichtsmaß nur 7⁄8 vom Wiener Pfund des Handelsgewichtes. Gleichgesetzt wurde es 28 Loth/Lot. Diese Festlegung war durch ein Edikt vom 6. Dezember 1781 gebilligt worden.
Das Pfund Chokolategewicht entsprach 490,0105 Gramm (= 490,0115 Gramm).